# Sendhil Mullainathan

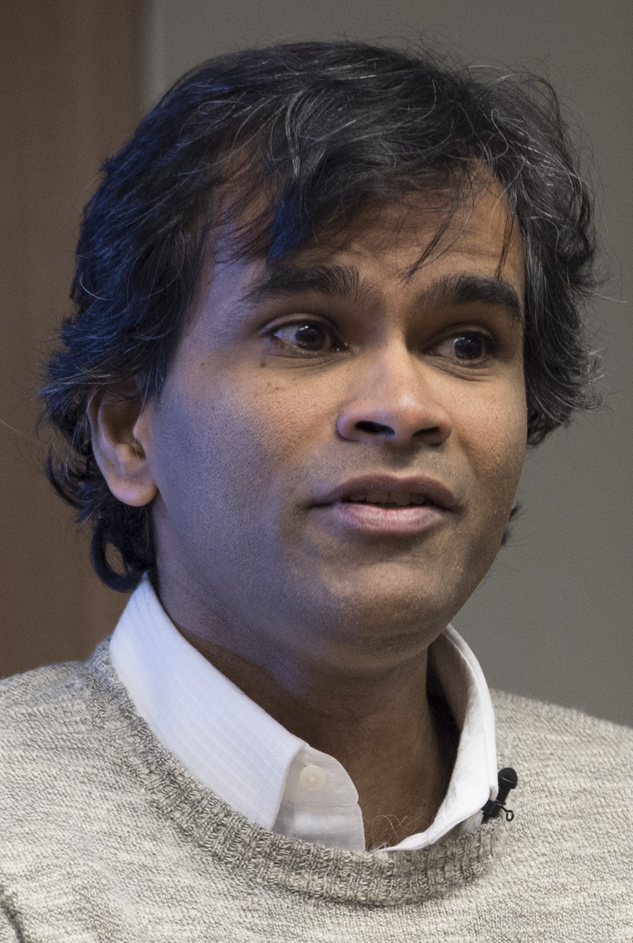
Sendhil Mullainathan, 2014

Sendhil Mullainathanⓘ (* 1973; Tamil செந்தில் முல்லைநாதன்) ist ein indisch-amerikanischer Volkswirt, der als Professor für Volkswirtschaftslehre an der Harvard University arbeitet. Mullainathans wissenschaftliche Interessensgebiete liegen im Bereich der Verhaltensökonomik, Armutsökonomik und Forschung über Public Policy. Des Weiteren ist er einer der Gründer des Abdul Latif Jameel Poverty Action Lab und ein ehemaliger Fellow der MacArthur Foundation.

## Kindheit und Ausbildung
Sendhil Mullainathan wurde in einem kleinen Dorf in Indien geboren und zog im Alter von sieben Jahren nach Los Angeles. Nach seiner Schulzeit besuchte er von 1990 bis 1993 die Cornell University, von welcher er einen B.A. in Informatik, VWL und Mathematik mit der Auszeichnung magna cum laude erhielt. Hiernach wechselte er an die Harvard University, die ihm 1998 für seine Dissertation „Essays in Angewandter Mikroökonomik“ (Essays in Applied Microeconomics) einen Ph.D. in VWL verlieh. Doktorväter dieser waren die renommierten Ökonomen Drew Fudenberg, Lawrence Katz und Andrei Shleifer. Während seiner Studienzeit in Harvard wurde Mullainathan die Harvard University Merit Fellowship (1993–1996) verliehen, ebenso die Sumner Slichter Fellowship (1996–1997).

## Beruflicher Werdegang
Nach seinem Ph.D. ging Mullainathan an das Massachusetts Institute of Technology (MIT), wo er erst als Assistant Professor ohne Lehrstuhl (1998–2000), dann als der Mark Hyman Jr. Assistant Professor (2000–2002) und schließlich Associate Professor (2002–2004) lehrte und forschte. Zu den von ihm gelehrten Ph.D.-Kursen gehörten Makroökonomische Theorie, VWL und Psychologie sowie Corporate Finance. 2003 gründete Mullainathan am MIT gemeinsam mit den Professoren Abhijit Banerjee und Esther Duflo das Abdul Latif Jameel Poverty Action Lab, ein Netzwerk, welches randomisierte kontrollierte Studien verwendet, um die Effektivität von Maßnahmen zur Armutsbekämpfung zu überprüfen. Im September 2004 folgte Mullainathan einem Ruf an seine Alma Mater, Harvard University, wo er Professor für Volkswirtschaftslehre wurde. Seinem Interesse in Mikrofinanz folgend, war Mullainathan 2006 neben Dean Karlan und Jonathan Morduch einer der Gründer der Financial Access Initiative, einem Forschungszentrum an der New York University zur Verbesserung des Zugangs zu und der Nutzung von Finanzdienstleistungen durch arme Haushalte. Zusammen mit Schoar, Djankov, Shafir, Kling und Kremer gründete Mullainathan 2008 den Think Tank Ideas42, um eine verhaltenswissenschaftliche Perspektive auf sozialpolitische Probleme anzuwenden. Seit Juli 2011 ist Mullainathan zusätzlich Stellvertretender Forschungsdirektor beim Consumer Financial Protection Bureau, einer nationalen Behörde, die für den Verbraucherschutz bezüglich Finanzprodukten zuständig ist.
Darüber hinaus ist Mullainathan wissenschaftlicher Mitarbeiter des National Bureau of Economic Research, ein Vorstandsmitglied des Bureau of Research in Economic Analysis of Development, Faculty Affiliate des Center for International Development der John F. Kennedy School of Government (Harvard University), ein Forscher der NPO Innovations for Poverty Action und ein Mitglied des Russell Sage Foundation Behavioral Economics Roundtable.

## Forschung
Gemäß der wirtschaftswissenschaftlichen Publikationsdatenbank IDEAS gehört Mullainathan im Gesamtranking knapp zu den besten 1 % (Rang 342). Auch unter Kriterien wie „Anzahl an Publikationen“ oder „Anzahl an Zitaten“ gehört Mullainathan deutlich zu den besten 5 % der in der Datenbank erfassten Ökonomen. Der am meisten zitierteste Artikel Mullainathans trägt den Titel „How Much Should We Trust Differences-in-Differences Estimates“ (2002) und wurde zusammen mit Marianne Bertrand und Esther Duflo verfasst. In diesem Artikel analysieren Bertrand, Duflo und Mullainathan Difference-in-Difference Estimation (DID), eine Schätzmethode für Kausalbeziehungen, und kommen zu dem Schluss, dass DID in seiner herkömmlichen Verwendung den Standardfehler der geschätzten Wirkung des untersuchten Eingriffs erheblich unterschätzt. Um dem Autokorrelationsproblem zu begegnen, machen Bertrand, Duflo und Mullainathan abschließend drei Lösungsvorschläge: einen Zusammenfall der Daten in Zeiträume vor und nach dem Eingriff, die Verwendung einer speziellen Kovarianz-Matrix oder eine Anpassung der Randomisierungsinterferenz-Testmethoden.
Zu den wesentlichen Forschungsbeiträgen Mullainathans, deren akademische Bedeutung sich durch deren Zitierung in der Fachliteratur widerspiegelt, gehören des Weiteren folgende:
In 2000 trugen Bertrand, Luttmer und Mullainathan zur Netzwerktheorie bei, indem sie auf der Grundlage von Informationen über die zu Hause gesprochene Sprache die Frage untersuchen, ob von gleichsprachigen Menschen umgeben zu sein die Verwendung von Sozialhilfe stärker für Individuen aus Gruppen mit im Durchschnitt hoher Teilnahme in Sozialhilfeprogrammen erhöht. Anlass für diese Untersuchung war die die akademischen Literatur durchziehende Hypothese, dass Netzwerkeffekte eine Kultur der Armut verursachen würden. Die Studie ergab, dass soziale Netzwerke einen starken Einfluss auf die Nutzung von Sozialhilfe haben und fand Hinweise darauf, dass Netzwerke tatsächlich eine Kultur der Armut unterstützen.
2001 untersuchten Mullainathan und Bertrand, ob Befragte in Umfragen sagen, was sie wirklich denken. Die Ergebnisse ihrer Studien zeigten, dass die empirische Literatur die Skepsis von Ökonomen gegenüber subjektiven Fragen tendenziell unterstützt und dass die Verwendung subjektiver Daten in einem ökonometrischen Kontext fragwürdig ist, wobei diese subjektiven Daten jedoch Nutzen als erklärende Variablen haben können (hier wäre aber darauf zu achten, dass Kausalität nicht zwangsläufig gegeben ist). Schließlich wiesen Mullainathans und Bertrands empirische Untersuchungen darauf hin, dass subjektive Variablen in der Praxis nützlich sind, um Unterschiede im Verhalten verschiedener Individuen zu erklären.
Zusammen mit Bertrand und Mehta analysierte Mullainathan 2002 Tunneling, d. h. die vertikale Ausbeutung indirekt besessener Unternehmen, in Indien. Hierzu entwickelten Bertrand, Mehta und Mullainathan eine empirische Methode, um das Ausmaß von Tunneling in Unternehmen zu schätzen. Die Anwendung dieser Methode auf indische Unternehmen ergab ein erhebliches Maß an Entwendung, meist den Eigentumsverhältnissen entsprechend und meist im Zusammenhang mit nicht-operativem Gewinn.
In einem 2004 publizierten Artikel untersuchten Mullainathan und Bertrand die Diskriminierung von Minderheiten auf dem US-Arbeitsmarkt. Die Ergebnisse der Studie wiesen stark darauf hin, dass ethnische Diskriminierung einen wichtigen Faktor darstellt, warum Afro-Amerikaner wirtschaftlich weniger erfolgreich sind als andere ethnische Gruppen. So konnte die Studie bspw. überzeugend nachweisen, dass Bewerber mit typisch afro-amerikanischen Namen unabhängig von Qualifikation und Geschlecht weniger Rückfragen erhielten und sich dies selbst dann nicht änderte, wenn sich die Qualifikationen dieser Bewerbergruppe verbesserten.
2013 veröffentlichte er gemeinsam mit Eldar Shafir das Buch „Knappheit – was es mit uns macht, wenn wir zu wenig haben“. Die Autoren stellen darin fest, dass alle Erscheinungsformen von Knappheit – gleichgültig ob Knappheit an Gütern oder sozialen Ressourcen – zu ähnlichen Einschränkungen führen.

## Auszeichnungen
Im Laufe seiner Karriere hat Mullainathan eine Vielzahl von Forschungszuschüssen, Stipendia und Auszeichnungen erhalten. Zu den wichtigsten zählen das Sloan Foundation Fellowship (2001–2003), das MacArthur Fellowship der MacArthur Foundation (2003–2008) sowie diverse Forschungsstipendien der Bill and Melinda Gates Foundation, der International Finance Corporation (für Mullainathans Arbeit in der Financial Access Initiative), der Rand Corporation und der National Science Foundation. 2016 wurde er zum Mitglied der American Academy of Arts and Sciences gewählt. Für 2023 wurde Mullainathan der Arrow-Preis zugesprochen.

### Bücher
- Congdon, William J., Jeffrey R. Kling, Sendhil Mullainathan (2011): Policy and Choice: Public Finance through the Lens of Behavioral Economics, Washington, DC: Brookings Institution Press.
- Sendhil Mullainathan, Eldar Shafir: Scarcity - why having too little means so much. London: Allen Lane, an imprint of Penguin Books, 2013, ISBN 978-1-84614-345-8.
  - deutsch: Knappheit - Was es mit uns macht, wenn wir zu wenig haben. Campus Verlag Frankfurt, 2013, ISBN 978-3-593-42048-6, übersetzt von Carl Freytag.

### Artikel (Auswahl)
- Bertrand, Marianne, Sendhil Mullainathan (2000): Agents with and without Principals, American Economic Review, Vol. 90,  Nr. 2, S. 203–208.
- Bertrand, Marianne, Erzo F. P. Luttmer, Sendhil Mullainathan (2000): Network Effects And Welfare Cultures, The Quarterly Journal of Economics, Vol. 115, Nr. 3, S. 1019–1055.
- Mullainathan, Sendhil, David Scharfstein (2001): Do Firm Boundaries Matter?, American Economic Review, Vol. 91, Nr. 2, S. 195–199.
- Bertrand, Marianne, Sendhil Mullainathan (2001): Do People Mean What They Say? Implications for Subjective Survey Data, American Economic Review, Vol. 91, Nr. 2, S. 67–72.
- Bertrand, Marianne, Sendhil Mullainathan (2001): Are CEOs Rewarded For Luck? The Ones Without Principals Are, The Quarterly Journal of Economics, Vol. 116, Nr. 3, S. 901–932.
- Bertrand, Marianne, Paras Mehta, Sendhil Mullainathan (2002): Ferreting Out Tunneling: An Application To Indian Business Groups, The Quarterly Journal of Economics, Vol. 117, Nr. 1, S. 121–148.
- Mullainathan, Sendhil (2002): A Memory-Based Model Of Bounded Rationality, The Quarterly Journal of Economics, Vol. 117, Nr. 3, S. 735–774.
- Bertrand, Marianne, Sendhil Mullainathan (2003): Enjoying the Quiet Life? Corporate Governance and Managerial Preferences, Journal of Political Economy, Vol. 111, Nr. 5, S. 1043–1075.
- Bertrand, Marianne, Sendhil Mullainathan, Eldar Shafir (2004): A Behavioral-Economics View of Poverty, American Economic Review, Vol. 94, Nr. 2, S. 419–423.
- Bertrand, Marianne, Esther Duflo, Sendhil Mullainathan (2004): How Much Should We Trust Differences-in-Differences Estimates?, The Quarterly Journal of Economics, Vol. 119, Nr. 1, S. 249–275.
- Bertrand, Marianne, Sendhil Mullainathan (2004): Are Emily and Greg More Employable Than Lakisha and Jamal? A Field Experiment on Labor Market Discrimination, American Economic Review, Vol. 94, Nr. 4, S. 991–1013.
- Bertrand, Marianne, Dolly Chugh, Sendhil Mullainathan (2005): Implicit Discrimination, American Economic Review, Vol. 95, Nr. 2, S. 94–98.
- Mullainathan, Sendhil, Andrei Shleifer (2005): The Market for News, American Economic Review, Vol. 95, Nr. 4, S. 1031–1053.
- Bertrand, Marianne et al. (2007): Obtaining a Driver's License in India: An Experimental Approach to Studying Corruption, The Quarterly Journal of Economics, Vol. 122, Nr. 4, S. 1639–1676.
- Mullainathan, Sendhil, Joshua Schwartzstein, Andrei Shleifer (2008): Coarse Thinking and Persuasion, The Quarterly Journal of Economics, Vol. 123, Nr. 2, S. 577–619.
- Banerjee, Abhijit, Sendhil Mullainathan (2008): Limited Attention and Income Distribution, American Economic Review, Vol. 98, Nr. 2, S. 489–93.
- Brown, Jeffrey et al. (2008): Why Don’t People Insure Late-Life Consumption? A Framing Explanation of the Under-Annuitization Puzzle, American Economic Review, Vol. 98, Nr. 2, S. 304–09.
- Mullainathan, Sendhil, Ebonya Washington (2009): Sticking with Your Vote: Cognitive Dissonance and Political Attitudes, American Economic Journal: Applied Economics, Vol. 1, Nr. 1, S. 86–111.
- Kaur, Supreet, Michael Kremer, Sendhil Mullainathan (2010): Self-Control and the Development of Work Arrangements, American Economic Review, Vol. 100, Nr. 2, S. 624–28.
- Bertrand, Marianne, Dean Karlan, Sendhil Mullainathan, Eldar Shafir, Jonathan Zinman (2010): What's Advertising Content Worth? Evidence from a Consumer Credit Marketing Field Experiment, The Quarterly Journal of Economics, Vol. 125, Nr. 1, S. 263–305.
- Kamenica, Emir, Sendhil Mullainathan, Richard Thaler (2011): Helping Consumers Know Themselves, American Economic Review, Vol. 101, Nr. 3, S. 417–22.
- Kling R. Jeffrey et al. (2012): Comparison Friction: Experimental Evidence from Medicare Drug Plans, The Quarterly Journal of Economics, Vol. 127, Nr. 1, S. 199–235.

## Quelle
- Curriculum Vitae von Sendhil Mullainathan auf der Website der Harvard University (Englisch)